# Neoitamus leucopogon
Neoitamus leucopogon là một loài ruồi trong họ Asilidae. Neoitamus leucopogon được Meijere miêu tả năm 1913. Loài này phân bố ở miền Australasia.